# Xanadu (Calp)
Pour les articles homonymes, voir Xanadu.
Xanadu est un complexe de 17 appartements à Calp, dans la province d'Alicante en Espagne. Il a été conçu par Ricardo Bofill et achevé en 1971.
Le bâtiment est destiné à créer « une cité-jardin dans l'espace », avec sa forme verticale faisant écho à la formation rocheuse voisine du Peñón de Ifach. Il s'inspire de la pratique utopique d'Archigram et de son concept de « ville plug-in » de mégastructures modulaires.

## Emplacement
Le bâtiment Xanadu est situé dans l'urbanisation de Manzanera. Il est voisin de deux autres constructions de Ricardo Bofill : La Muralla Roja et le Club Social La Manzanera. Tous les trois construits les uns à côté des autres, près de la falaise côtière de Calpe, face à la mer Méditerranée.

## Origine du nom
Xanadu fait référence aux vestiges de la capitale de l'empereur mongol Kubilai Khan. L'histoire du nom est communément interprétée comme donnant un ton de mystère et de richesse à l'immeuble.

## Éléments architecturaux

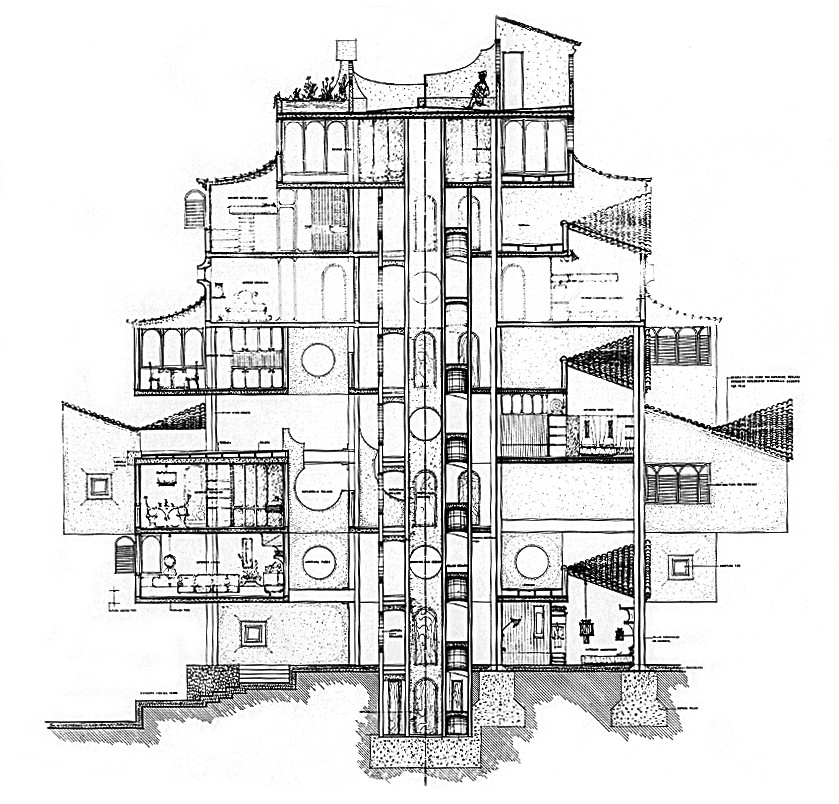
Plan de coupe de Xanadu

Cette structure mesure 2.300 mètres carrés et est articulée autour d'un escalier central. Suivant la forme verticale, des modules sont accrochés à chaque niveau de la structure. 
Le bâtiment débute avec une base carrée auquel plusieurs espaces sont ajoutés autour. Certains d'entre eux servent de terrasses mais beaucoup sont inutiles car non accessibles de l'intérieur.

### Couleur
Les murs extérieurs du bâtiment sont peints en vert foncé avec des tons oxydés ce qui lui confère un aspect plus organique. Cette couleur lui permet également de se rapprocher du  Peñón de Ifach et de son environnement.

## Attraction touristique
Tout comme la Muralla Roja, Xanadu est classé comme une attraction touristique de la Costa Blanca. Des appartements sont disponibles à la location. Il est aussi possible d'en faire le tour depuis l'extérieur.

## Voir également
- La Muralla Rouge
- Walden 7
- Espaces d'Abraxas
- Liste des œuvres de Ricardo Bofill Taller de Arquitectura